# 節丸村
節丸村（せつまるむら）は、福岡県京都郡にあった村。現在の京都郡みやこ町の一部にあたる。

## 地理
祓川の中流域に位置していた。

## 歴史

### 沿革
- 1889年（明治22年）4月1日 - 仲津郡上坂村、上原村、吉岡村、光富村、節丸村が合併して村制施行し、節丸村が設立[1][2]。
- 1896年（明治29年）4月1日 - 郡の統合により京都郡に所属[1][3]。
- 1943年（昭和18年）4月1日 – 京都郡豊津村と合併し豊津村が存続して廃止された[1][2]。

### 地名の由来
次の二説がある。
1. 渋見城の出丸（出城）に由来。
2. 豪族が子息に与えた地に子息の名を付けた。

## 教育
- 1889年（明治22年）- 洪水で光富小学校が流失し、節丸に節丸小学校を新築[1]。
- 1914年（大正3年）- 高等科を併置[1]。